# Nolensville
Nolensville é uma cidade  localizada no estado norte-americano de Tennessee, no Condado de Williamson.

## Demografia
Segundo o censo norte-americano de 2000, a sua população era de 3099 habitantes.
Em 2006, foi estimada uma população de 2612, um decréscimo de 487 (-15.7%).

## Geografia
De acordo com o United States Census Bureau tem uma área de
24,6 km², dos quais 24,6 km² cobertos por terra e 0,0 km² cobertos por água. Nolensville localiza-se a aproximadamente 222 m acima do nível do mar.

## Localidades na vizinhança
O diagrama seguinte representa as localidades num raio de 20 km ao redor de Nolensville.